# Der Dschungel
Der Dschungel (englisch The Jungle) ist ein sozialkritischer Roman des US-amerikanischen Schriftstellers Upton Sinclair, der 1905 zunächst in Fortsetzungen, 1906 dann als Ganzes erschien.
Am Beispiel einer Einwandererfamilie aus Litauen veranschaulichte Sinclair die katastrophalen Auswirkungen eines von Profitwahn und Korruption diktierten US-amerikanischen Kapitalismus im ausgehenden 19. Jahrhundert. Konkret schilderte er die Ausbeutung der Arbeiter und die hygienischen Missstände in den Schlachthöfen und Konservenfabriken in den Union Stock Yards Chicagos. Er löste damit einen öffentlichen Skandal aus, der schließlich auch Gesetzesänderungen nach sich zog.

## Entstehung und Veröffentlichung
Sinclair wurde im Jahr 1904 durch Fred Warren, Herausgeber der sozialistischen Zeitschrift Appeal to Reason, für das sozialkritische Werk beauftragt. Zu Recherchezwecken begab er sich nach Chicago unter die rund 20.000 Arbeiter der Union Stock Yards. Er berichtete später: „Mir schien, als stünde ich vor einer wahren Festung der Unterdrückung. Wie diese Mauern durchbrechen oder abtragen? Es war ein militärisches Problem. Ich saß abends in den Wohnungen der Arbeiter, der ausländischen wie der einheimischen; sie berichteten und ich notierte alles. Tagsüber durchforschte ich die Schlachthöfe und meine Freunde riskierten den Arbeitsplatz, um mir zu zeigen, was ich sehen wollte.“
Im Jahr 1905 erschien The Jungle als Serie in der sozialistischen Zeitschrift Appeal to Reason. Zugleich bemühte Sinclair sich um eine Vertragsvereinbarung für die Veröffentlichung als Buch. Diverse Verlage lehnten das Buch ab oder verlangten von ihm, „Blut und Eingeweide“ auszulassen, sprich, das Werk um brisante Stellen zu kürzen, was der Autor ablehnte. Schließlich erfolgte der Erstdruck im Jahr 1906 bei Doubleday. Der Verlag witterte einen Bestseller. Tatsächlich machte das Buch Sinclair mit einem Schlag im ganzen Land bekannt – die realistisch geschilderten Einzelheiten der Zustände in den Schlachthöfen gingen durch die Presse; Übersetzungen des Buches in 17 Sprachen erschienen innerhalb weniger Monate.

Bereits im Jahr seines Erscheinens erfolgte die erste deutsche Übersetzung von Hermynia Zur Mühlen unter dem Titel Der Sumpf; weitere Übersetzungen folgten, etwa von I. Gronke (1974) unter dem Titel Der Dschungel.

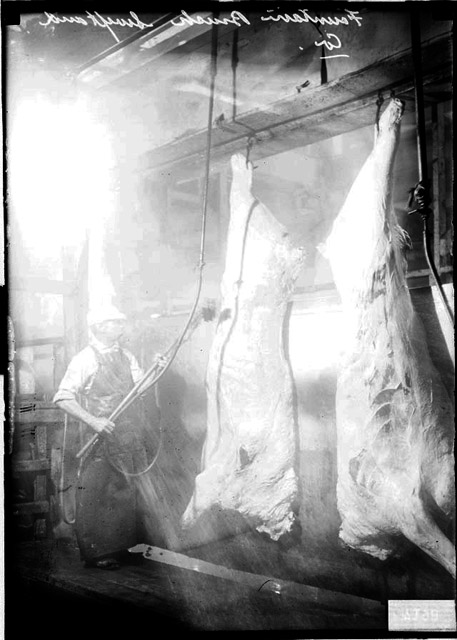
Arbeiter reinigt eine Rinderhälfte in einem Schlachthof, Chicago 1909

## Handlung
Der Protagonist, Jurgis Rudkus, welcher den Archetypus des gutmütigen, unerfahrenen „kleinen Mannes“ verkörpert, verliert nach einem Betriebsunfall seine Stelle in einem Schlachthof. Dies löst eine Kettenreaktion aus, die zum Tod seiner Frau, zur Zerstörung der Familienbande und zu seinem eigenen unaufhaltsamen sozialen und physischen Abstieg führt. Nach seiner Gefängnishaft wird er zum Landstreicher und verfällt vorübergehend den Verlockungen der Mobster seiner Stadt.
Zum Schluss hin ergibt sich jedoch eine unerwartete Wendung: Rein zufällig gerät Jurgis in eine Sozialisten-Versammlung und erlebt dort gewissermaßen seine „Erleuchtung“. Von diesem Punkt an wird der Roman zu einem regelrechten Pamphlet mit sozialpolitischen Forderungen und Thesen.

## Wirkung
In seinem Stil erweist sich das Werk als Mischung einer drastischen Sozialreportage mit einer von manchen als eindimensional empfundenen Handlung. Als indirekte Quelle für die Strömungen der amerikanischen Sozialreformer zu Beginn des 20. Jahrhunderts sowie als Paradebeispiel für die so genannten muckraking novels, auf die sich heute zum Beispiel Michael Moore beruft, ist dieser Roman ebenfalls zu sehen.
Eins der ersten Exemplare schickte Sinclair an US-Präsident Theodore Roosevelt, woraufhin dieser ihn nach Washington einlud; das Ergebnis des Treffens: Zwei Referenten begaben sich nach Chicago, um im Auftrag des Weißen Hauses zu recherchieren. Sie kamen zurück mit einem Bericht, der Sinclairs Schilderung bestätigte. Konkret zog der Roman eine neue Bundesgesetzgebung über hygienische Fleischverarbeitung nach sich.
Die Intention des Romans war auch eine Kritik am Schlachten überhaupt: Sinclair war Vegetarier und im Roman heißt es, es sei „erwiesen, daß der Mensch kein Fleisch braucht. Und Fleisch ist doch unstreitig schwerer zu erzeugen als pflanzliche Nahrung, unangenehmer zu verarbeiten und auch leichter verderblich“. Doch die Wirkung beschränkte sich auf hygienische Verbesserungen in den Schlachthöfen. Außerdem war die Schrift als Agitationsmittel für den Sozialismus gedacht, kam bei den Massen aber in erster Linie als Anklage gegen die katastrophalen Zustände in der Fleischindustrie an. „Auf die Herzen der Menschen hatte ich es abgesehen, ihre Mägen habe ich getroffen“, kommentierte Sinclair daher die Wirkung seines Buches.

## Graphic Novel
Im Jahr 2018 erschien im Carlsen Verlag eine Adaption des Romans als Graphic Novel von Kristina Gehrmann, sie trägt ebenfalls den Titel Der Dschungel.

## Belege
1. ↑  Dieter Herms: Upton Sinclair – amerikanischer Radikaler. Zweitausendeins, Jossa 1978, S. 31.
2. ↑  Appeal to Reason auf den Webseiten von Spartacus Educational (Appeal to Reason (Memento vom 15. Oktober 2013 im Internet Archive)).
3. ↑  Otto Wilck: Der Dschungel. Roman. 44.–46. Tsd Auflage. Rowohlt, Reinbek bei Hamburg 1997, ISBN 3-499-15491-9, S. 470.
4. ↑  Schreie aus dem Dschungel. In: Der Spiegel. Nr. 39, 25. September 1978 (spiegel.de [abgerufen am 25. November 2017]).